# Nuoro Softball
Il Nuoro Softball è una squadra di softball con sede a Nuoro.

## Storia
La società nacque il 20 ottobre 1993 col nome di SSD Nuoro Softball; fu promossa dalla Serie C1 alla B nel 1996, in A2 nel 1998 ed in A1 nel 2002 (stagione in cui vinse anche la Coppa Italia di A2). Già alla prima stagione il Nuoro raggiunse i play-off nazionali. Rimase a lungo nella massima serie e nel 2011 conquistò il suo maggiore trofeo, la Coppa Italia. Partecipò quindi alla Coppa delle Coppe 2012, nella quale arrivò in finale arrendendosi alle olandesi del Terrasvogels.
Dopo essere scesa in Serie A2 disputandone l'edizione 2019, nel 2020 torna in A1 battendo nella finale per la promozione il Parma.

## Palmarès
- Coppe Italia: 1

2011
- Coppe Italia di Serie A2: 1

2002

### Finali perse
- Coppa delle Coppe:

2012